# Jeungdo
Jeungdo (koreanisch 증도) ist eine Insel im Landkreis Sinan-gun (신안군) der Provinz Jeollanam-do (전라남도) im Südwesten von Südkorea.

## Geographie
Die 37,2 km² große Insel befindet sich rund 30 km nordwestlich von Mokpo (목포시) und rund 60 km westsüdwestlich von Gwangju (광주) und zählt zu den 827 Inseln, die vor der Südwestküste Südkoreas liegen. Nordwestlich von Jeungdo befindet sich die rund 4 km entfernt liegenden Insel Imjado (임자도) und nur rund 1 km entfernt, durch einen Priel getrennt, grenzt nordöstlich die Insel Saokdo (사옥도) an. Zu dieser führt mittig beider Inseln eine Straßenverbindung über eine Brücke. Rund 4 km südwestlich befindet sich die Insel Bigeumdo (비금도) und zur südöstlichen Seite mehrere kleinere bewirtschaftete und unbewirtschaftete Inseln. Zu erreichen ist Jeungdo mit der Fähre von Mokpo aus, die am einzigen Fähranleger der Insel an ihrer östlichen Seite anlegt.
Die Insel besteht aus vielen kleinen Bergen, die bis auf einen Berg im Norden die 100 m-Marke nicht überschreiten. Zwischen den Bergen befinden sich flache Ebenen, die zu landwirtschaftlichen Zwecken genutzt werden. In der Mitte der Insel befindet sich die Salinen, die die Insel in Nord und Süd aufteilen.

## Verwaltungsstruktur
Die Insel ist verwaltungstechnisch zusammen mit ein paar kleineren südöstlich gelegenen Inseln in der Landgemeinde Jeungdo-myeon (증도면) organisiert, die zusammen mit den Landgemeinden der anderen Inseln der Region von dem Landkreis Sinan-gun, der zur Provinz Jeollanam-do gehört, verwaltet wird.

## Wirtschaft
Die Inselbewohner leben bevorzugt von der Landwirtschaft, die in den Ebenen zwischen den Bergen betrieben wird, und von der Meersalzgewinnung in den Salinen, die sich in der Mitte der Insel befinden und die größten Anlagen zur Meersalzgewinnung in Südkorea darstellen. Fischerei wird lediglich für den Eigenbedarf betrieben. Neun Wasserreservoirs über die Insel verteilt decken die Trinkwasser- und Nutzwasserversorgung der Inselbewohner ab.

## Taepyeong-Salzfarm
Die Salinen von Taepyeong wurden 1997 als modernes Kulturgut Südkoreas anerkannt und registriert. Hölzerne Pfade wurden zwischen den Salzfeldern angelegt, auf denen Besucher trockenen Fußes die Anlagen besichtigen können.

## Biosphärenreservat Shinan Dadohae
Der südliche Teil von Jeungdo gehört zusammen mit den größeren Inseln Bigeumdo (비금도) und Dochodo (도초도) zum Biosphärenreservat Shinan Dadohae.